# Davy
Davy [ˈdeɪvi] ist eine Kurz- oder Koseform des englischen Vornamens David; eine andere Variante ist Davey.

## Namensträger

### Vorname
- Davy Arnaud (* 1980), amerikanischer Fußballspieler
- Davy Bulthuis (* 1990), niederländischer Fußballspieler
- Davy Commeyne (* 1980), belgischer Radrennfahrer
- Davy Crockett (1786–1836), amerikanischer Militär und Politiker
- Davy De Beule (* 1981), belgischer Fußballspieler
- Davy Frick (* 1990), deutscher Fußballspieler
- Davy Jones (1945–2012), britischer Schauspieler und Musiker
- Davy Jones (* 1964), amerikanischer Rennfahrer
- Davy Kaye (1916–1998), britischer Schauspieler
- Davy Schollen (* 1978), belgischer Fußballspieler
- Davy Sidjanski (1955–2004), Schweizer Verleger
- Davy Spillane (* 1959), irischer Musiker
- Davy Tuytens (* 1986), belgischer Radrennfahrer

### Familienname
- Benjamin Davy (1956–2025), österreichischer Rechtswissenschaftler, Raumplaner, Hochschullehrer
- Chelsy Davy (* 1985), simbabwische Freundin von Prinz Harry von Wales
- Clément Davy (* 1998), französischer Radrennfahrer
- Edmund Davy (1785–1857), irischer Chemiker
- Edward Davy (1806–1885), britischer Erfinder
- En Davy (1948–2019), vietnamesische Schlagersängerin
- Georges Davy (1883–1976), französischer Soziologe und Hochschullehrer
- Gloria Davy (1931–2012), amerikanische Opernsängerin
- Humphry Davy (1778–1829), englischer Chemiker
- Humphry Davy Rolleston (1862–1944), englischer Arzt und Hochschullehrer
- John Davy (Märtyrer) († 1537), englischer Märtyrer der Kartäuser
- John Davy (Zoologe) (1790–1868), englischer Arzt und Zoologe
- John M. Davy (1835–1909), US-amerikanischer Politiker
- Nadia Davy (* 1980), jamaikanische Leichtathletin
- Richard Davy (~1467–~1516), englischer Organist, Chorleiter und Komponist
- Robert Davy (1867–1924), Erster Landesverwalter des Burgenlandes
- Ulrike Davy (* 1955), deutsche Rechtswissenschaftlerin
- Walter Davy (1924–2003), österreichischer Regisseur und Schauspieler